# 1582 Мартір
1582 Мартір (1582 Martir) — астероїд головного поясу, відкритий 15 червня 1950 року.
Тіссеранів параметр щодо Юпітера — 3,162.